# Pontocythere hedleyi
Pontocythere hedleyi is een mosselkreeftjessoort uit de familie van de Cushmanideidae. De wetenschappelijke naam van de soort is voor het eerst geldig gepubliceerd in 1906 door Chapman.